# Рипа Театина
Рипа Театина (итал. Ripa Teatina) је насеље у Италији у округу Кјети, региону Абруцо.
Према процени из 2011. у насељу је живело 1867 становника. Насеље се налази на надморској висини од 182 м.

## Становништво
Према резултатима пописа становништва 2011. у општини је живело 4.188 становника.
| 1931. | 1936. | 1951. | 1961. | 1971. | 1981. | 1991. | 2001. | 2011. |
| ----- | ----- | ----- | ----- | ----- | ----- | ----- | ----- | ----- |
| 3.946 | 4.176 | 4.193 | 3.581 | 3.069 | 3.294 | 3.587 | 3.834 | 4.188 |

## Партнерски градови
- Рибеирао Прето
- Броктон
- Секвалс
- Сан Бартоломео ин Галдо